# Muelleranthus trifoliolatus
Muelleranthus trifoliolatus är en ärtväxtart som först beskrevs av Ferdinand von Mueller, och fick sitt nu gällande namn av Alma Theodora Lee. Muelleranthus trifoliolatus ingår i släktet Muelleranthus och familjen ärtväxter. Inga underarter finns listade i Catalogue of Life.